# Пельман, Григорий Леопольдович
Григо́рий Леопо́льдович Пе́льман (род. 30 мая 1951, г. Москва, СССР) — российский экономист, социолог, общественный деятель, предприниматель, коллекционер искусства.

## Биография
Григорий Леопольдович Пельман родился в семье инженера-конструктора ИНХ СО РАН, героя войны, Леопольда Григорьевича Пельмана (1920—2012), и палеонтолога, научного сотрудника ОИГГМ доктора геолого-минералогических наук Инессы Тихоновны Журавлёвой (1921—2007). Григорий младший из сыновей, старшие — кандидат г-м.н., малаколог Юрий (1948—1988) и инженер-связист Владимир (1945—1998).
В 1958 году семья переехала в Новосибирский академгородок, где Пельман окончил Лицей № 130 имени академика М. А. Лаврентьева. В 1974 году получил диплом магистра эконометрики в Новосибирском государственном университете на факультете экономической кибернетики. После выпуска работал в Новосибирском НИИ Автоматизации, связи и управления научным сотрудником лаборатории имитационного моделирования.
В 1979 году вернулся в Москву, работал в Московском государственном университете на кафедре метаматематических методов. Участвовал в разработке деловых, имитационных игр для промышленных предприятий, результаты исследований были опубликованы в коллективной монографии.
В 1988 году Пельман, совместно с партнером, одним из первых в СССР зарегистрировал кооператив «Перспектива». Деятельность кооператива имела широкий характер — консалтинговые слуги, аудит и издательская деятельность. Кооператив «Перспектива» первым в СССР выпустил книги «Архипелаг ГУЛАГ» А. И. Солженицына и «Преданная революция» Л. Д. Троцкого.
В конце 1990-х годов Пельман вел антикризисное управление аграрных и промышленных предприятий, таких как Дедовская прядильно-ткацкая фабрика и Красногорская птицефабрика.
С 2002 года Пельман является партнёром международной группы «Orpheogroup». В 2002 году им была учреждена российская компания ООО «Орфео», производящая аудиогиды, а также оказывающая различные цифровые услуги для музейной деятельности.
Также с 2022 года Пельман, совместно с виноградным хозяйством «Domaine de La Bouvaude Vigneron Récoltant», является партнером и директором по стратегическому развитию международного цифрового проекта MyVini.

## Общественная и политическая деятельность
С началом Перестройки Пельман активно участвовал в деятельности различных общественных объединений, например, дискуссионного клуба Новосибирского академгородка «Под Интегралом» и творческого объединения «Терпсихора». Организовывал социальные группы, реализовавшие политические проекты по демократизации СССР. Поддерживал отношения с диссидентскими сообществами.
В 1985 году активно участвовал в деятельности московского детского клуба «Компьютер», сыгравшего не последнюю роль в становлении гражданского общества в ранний период Перестройки. «Компьютер» был создан 4 июня 1986 года с целью обучения детей работе в области компьютерных информационных технологий. Клуб был основан Степаном Пачиковым, Гарри Каспаровым и академиком Абелем Аганбегяном. О создании «Компьютера» так воспоминал один из его членов, Михаил Малютин: «И все началось с того, что Гарри Кимович Каспаров подарил некому клубу некое число компьютеров, которые он купил на гонорар от выигрыша очередного матча у Карпова. Фактически держателем этого ресурса и небольшого помещения на Арбате оказался Гриша Пельман, как раз очень такой социально активный человек…». В «Компьютере» Пельман начал организацию общественных встреч и заседании, на которых обсуждались различные гражданские инициативы. В это же время начинает сотрудничать с «Фондом Социальных изобретений» (при газете «Комсомольская правда»), основанным университетским товарищем Пельмана, Геннадием Алференко. В фонд приходило большое количество корреспонденции от читателей. Пельман проводил разбор и анализ писем с инициативными предложениями по реформации различных социальных и политических проблем. Авторов наиболее удачных решений приглашали на встречи в «Компьютер».
Пельман поддерживал отношения со швейцарским физиком, д.н. Оливье Парно (фр. Olivier Parriaux, р.1943). Парно был заметной фигурой в троцкистском движении 1980-х годов, и благодаря их дружбе с Пельманом на встречи в «Компьютер» стали приезжать троцкисты и левые либералы из Европы и Канады. Через них Пельман познакомился с диссидентами Борисом Кагарлицким и Глебом Павловским. В 1986 году Пельман, совместно с Павловским, Кагарлицким и Михаилом Малютиным организовал «Клуб Социальных инициатив» (КСИ) и стал его бессменным президентом. Вячеслав Игрунов, бывавший на встречах клуба, так вспоминал историю создания КСИ: «Начинался он через случайные события, через клуб „Компьютер“ Гарри Каспарова, через клуб „Мой Арбат“. Там встречались разные люди, в том числе встретились такие, как диссидент Павловский, троцкисты Пельман и Кагарлицкий, профсоюзный деятель Корсетов — из этого стал вывариваться Клуб социальных инициатив». Пельман обеспечивал финансирование деятельности КСИ, а также многих других некоммерческих общественных проектов за счет доходов от кооператива «Перспектива». Деятельность КСИ известна не только внутри страны, но и за её пределами.
На базе кооператива «Перспектива» в конце 1980-х годов Пельман и Игрунов совместно издавали общественно-политический еженедельник «Хронограф» (апрель 1988 —май 1990), оказавший существенное влияние на развитие либеральной мысли в период Перестройки. В этот же период Пельманом и Игруновым совместно было создано Московское бюро информационного обмена (М-БИО) — координационный центр развития неформальных общественных движений в СССР.
В 1987 году Пельман выступил одним из инициаторов масштабной информационной встречи-диалога «Общественные инициативы в перестройке», давшей начало массовым общественным движениям в СССР. В деятельности форума приняли участие представители пятидесяти различных неформальных политические клубов из двенадцати крупных городов СССР. В ходе встречи была создана Ассоциация «Кольцо общественных инициатив» (СКОИ).
В 1987 году активист и политический деятель Юрий Самодуров поделился с Пельманом идей создания общества памяти жертв сталинских репрессий. Пельман проект поддержал. Эта социальная инициатива, первоначально носившая название «Памятник», впоследствии была преобразована в проект «Мемориал». Новое название, а также основное программное обращение к членам КСИ с подачи Пельмана было составлено и написано Игруновым.
В 1988 году Пельман был назначен Ответственным секретарем секции «Молодёжные общественные движения Перестройки» Советской Социологической Ассоциации (ССА), возглавляемой Татьяной Ивановной Заславской, с которой Пельман был знаком ещё со студенческих лет. В 1995 году работал в Фонде Эффективной Политики Глеба Павловского.
В 2015 году Пельман совместно с партнерами основал продюсерский центр Silk Road Media. Целью компании является создание совместных с Китаем полнометражных фильмов и телесериалов, а также проведение международных кинофестивалей. Одним из пилотных проектов стал сценарий фильма «Imagine» (Россия-Китай-США). В основе реальная история перелета «Европа-Америка 500». Сценарий «Imagine» Silk Road Media успешно прошел в финал конкурса сценариев American Film Market.
В 2018 году Пельман выступил инициатором и организатором международного российско-китайского конкурса студенческих синопсисов «ONEFUTURE» в рамках Международного Фестиваля студенческих фильмов Санкт-Петербургского Государственного Института Кино и Телевидения «ПитерКиТ». Партнерами конкурса выступали Silk Road Media и Communication University of China.
В рамках совместной работы с Лю Цысинем Пельман в 2021 году провел конференцию о «космической социологии» по произведению «Темный Лес», в рамках дискурса также обсуждалось создание «Школы персональной ответственности». В том же году Пельман привез на МКФ Циолковский полнометражный фильм «Блуждающая Земля» (2019) по одноимённому роману Лю Цысиня. Фильм получил Гран-при «Клушанцев» за лучшие технические достижения и спецэффекты. Также Пельман, совместно с Институтом медиа ВШЭ провел конференцию о «Марсианской беседке» при участи Лю Цысиня и продюсерской группы «Блуждающей Земли».
В 2023 году в партнёрстве с израильской НКО Dor Moria провел ряд конференций и круглых столов на тему «Образ будущего Израиля».

## Миротворческие инициативы
В 2022 году Пельманом была создана общественная компания Global Peace Initiative. Целью данного объединения является разработка миротворческих инициатив, направленные на укрепление международных связей, и отказ от использования ядерного оружия. В 2023 годах Пельманом был организована конференция «Социально ответственные предприниматели за общее будущее ONEFUTURE» при участии спикеров из Индии, Израиля и других стран.
В том же году Пельман, при содействии президента World Peace Development & Research Foundation Сандипа Марвы (eng. Sandeep Marwah), провел пресс-конференцию по проблемам разоружения и повсеместного принятия ядерной стратегии «Неприменении первым».
Наиболее масштабный проект Григория Пельмана в идеологическом плане — "Музей Голубое небо Земли «Марсианская беседка». Проект нацелен на объединение человечества как мульти-планетарного вида. В реализации проекта принимают активное участие китайский писатель Лю Цысин и владелец винодельческого хозяйства «Domaine de La Bouvaude Vigneron Récoltant» Алан Блашон.

## Коллекционирование
Пельман коллекционирует произведения современных художников. Основой коллекции является работы художницы Кати Медведевой, её картины Пельман коллекционирует с 1990-х годов, объём собрания составляет более 1000 объектов. Коллекцию Пельман активно экспонирует в России и за рубежом. Нередко выступает организатором и куратором собственных выставок, например, таких как «Душа моя живопись» (2004, Москва, ГМИИ им. Пушкина), «Чудотворения Кати Медведевой», (2004, Москва, ГМИИ им. А. С. Пушкина), «Сомнения красоты», (2005, Москва, ГМИИ им. А. С. Пушкина), «Катя Медведева» (2006, Санкт-Петербург, ГРМ), «Дневник одного человека. Открывая Истины. Русский эпизод XXI» (2008, Берлин, Berlin Art Center), «Вселенная Кати Медведевой», (2022, Москва, ДПИ).
В 2014 году Пельманом был организован частный художественный музей в Переделкино. Небольшая дача, находящаяся во владении семьи уже третье поколение, была перестроена в камерный музей. Ядро коллекции составляют работы Кати Медведевой из частного собрания Григория Пельмана. В экспозиции представлены и работы других художников: Люси Вороновой, Виктора Николаева, Арсена Левони, Сергея Ладошина и других. В музее также проводятся тематические выставки, мастер-классы для детей и взрослых, различные культурные мероприятия и встречи. В выставочном пространстве музея, наравне с живописными, графическими, декоративно-прикладным работами и литературными опытами художницы, представлены также и видеопроекции, в частности спектакль «Ностальгия — Дневник одного человека. Открывая Истины. Русский эпизод XXI».

## Научные труды
- Наедине с картинами Кати Медведевой. Живопись обнаженной души // Катя Медведева. Душа моя — живопись. Альбом-каталог выставки / сост. Н. А. Мусянкова. — М.: Красная площадь, 2004.
- Изобразительное искусство — это продажа мифов // Art Менеджер. — 2009. — № 1-2.
- Музей искусств в Переделкине // Альманах Литературное Переделкино. — М. : Издательство «Наука», 2020. — Вып. 2.
- Под созвездием большой медведицы // Вселенная Кати Медведевой. Альбом-каталог выставки / сост. Н. А. Мусянкова. — М. : Северный паломник, 2022.